# 2016 aux Îles Cook
Cet article présente les faits marquants de l'année 2016 aux Îles Cook.

## Évènements
- 21 juillet : Teina Bishop, chef de l'opposition parlementaire, est reconnu coupable de corruption par la Haute cour[1]. Les députés d'opposition choisissent Rose Brown pour lui succéder à leur tête. Elle devient la première femme à occuper le poste de chef de l'opposition aux îles Cook[2].